# Hydroptila gunda
Hydroptila gunda är en nattsländeart som beskrevs av Milne 1936. Hydroptila gunda ingår i släktet Hydroptila och familjen smånattsländor. Inga underarter finns listade i Catalogue of Life.